# لودويغ غوتهارد كوزجارتن
لودويغ غوتهارد كوزجارتن (بالألمانية: Ludwig Gotthard Kosegarten)‏ (و. 1758 – 1818 م) هو شاعر، وكاتب، وأستاذ جامعي، وكاهن أبرشية ألماني، ولد في غرفسمولن، توفي في غرايفسفالت، عن عمر يناهز 60 عاماً.

## التعليم
تعلم في جامعة غرايفسفالت
.

## روابط خارجية
- لودويغ غوتهارد كوزجارتن على موقع ميوزك برينز (الإنجليزية)